# Myrmecethelum camponotorum
Myrmecethelum camponotorum är en kräftdjursart som beskrevs av Karl Wilhelm Verhoeff1942. Myrmecethelum camponotorum ingår i släktet Myrmecethelum och familjen Eubelidae. Inga underarter finns listade i Catalogue of Life.